# مقاطعة بولوك (جورجيا)
مقاطعة بولوك (بالإنجليزية: Bulloch County)‏ هي إحدى المقاطعات في ولاية جورجيا في الولايات المتحدة الأمريكية.